# Gilles Bourguignon
Pour les articles homonymes, voir Bourguignon.

a Compétitions nationales et continentales officielles uniquement.

b Matchs officiels uniquement.
Gilles Bourguignon, né le 31 janvier 1964 à Évreux, est un joueur de rugby à XV, devenu dirigeant.
Formé au Racing Club de France où il est champion de France Reichel B en 1984, il mute à Narbonne où il dispute 13 saisons dans l’élite.
Il remporte 3 challenge Yves du Manoir et une coupe de France avec le club audois.
Il joue avec l'équipe de France de 1988 à 1990, évoluant au poste de deuxième ligne (2,00 m pour 106 kg).
Il est vice-président du RC Narbonne jusqu'en 2008.

## Carrière de joueur

### En club
- ? : Évreux AC
- ? : RC France
- 1984-1999 : RC Narbonne

### En équipe nationale
Il a disputé son premier test match le 5 novembre 1988, contre l'équipe d'Argentine et son dernier match contre l'équipe de Roumanie, le 24 mai 1990.

## Palmarès

### En club
Avec le Racing club de France
- Championnat de France Reichel B :
  - Champion (1) : 1984

Avec le RC Narbonne
- Coupe de France : 
  - Vainqueur (1) : 1985
- Challenge Yves du Manoir :
  - Vainqueur (3) : 1989, 1990 et 1991
  - Finaliste (1) : 1992

### En équipe nationale
- Sélections en équipe nationale : 6
- Sélections par année : 1 en 1988, 4 en 1989, 1 en 1990
- Tournoi des Cinq Nations disputé : 1989

## Statistiques

### Tournoi des Cinq Nations
| Édition           | Rang | Résultats France | Résultats Bourguignon | Matchs Bourguignon |
| ----------------- | ---- | ---------------- | --------------------- | ------------------ |
| Cinq Nations 1989 | 1    | 3 v, 0 n, 1 d    | 1 v, 0 n, 1 d         | 2/4                |

Légende : v = victoire ; n = match nul ; d = défaite ; la ligne est en gras quand il y a Grand Chelem.

## Distinctions
- Chevalier de la Légion d'honneur (11 juillet 2025)[3].